# فوکر سی.۴
فوکر سی.۴ (انگلیسی: Fokker C.IV) یک هواپیمای ساخت فوکر است .